# Wspólność przyrostu majątku (prawo niemieckie)
Wspólność przyrostu majątku lub rozdzielność majątkowa z wyrównaniem dorobków (niem. Zugewinngemeinschaft), to w niemieckim prawie rodzinnym ustawowy małżeński ustrój majątkowy, od którego można odstąpić umową majątkową, w którym każdy z małżonków dysponuje i zarządza wyłącznie własnym majątkiem odrębnym, a tylko do rozporządzeń całym majątkiem małżonka lub przedmiotami wspólnego gospodarstwa wymagane jest uzyskanie zgody drugiego małżonka. Z chwilą ustania ustroju dochodzi do wyrównania przyrostu majątków.

## Wyrównanie przyrostu
W przypadku śmierci jednego z małżonków ustawowy udział spadkowy drugiego małżonka podwyższa się o jedną czwartą spadku.
Gdy ustrój ustanie w inny sposób, następuje porównanie przyrostów obu majątków odrębnych. Przy tym ustalana jest wartość majątków z chwili ustanowienia i zakończenia ustroju, a małżonkowi, który osiągnął w tym czasie mniejszy przyrost, przysługuje połowa nadwyżki przyrostu majątku drugiego małżonka.